# ريتشارد إس. تومسون
ريتشارد إس. تومسون (بالإنجليزية: Richard S. Thompson)‏ هو فلاح وسياسي أمريكي، ولد في 30 ديسمبر 1916، وتوفي في 28 ديسمبر 1997. حزبياً، نشط في الحزب الديمقراطي. وقد انتخب عضو مجلس نواب لويزيانا.